# Bryanne Stewart
Bryanne Stewart (Sydney, 9 december 1979) is een voormalig professioneel tennisspeelster uit Australië. Zij begon met tennis toen zij acht jaar oud was. Haar favoriete ondergrond is hardcourt. Zij speelt rechtshandig en heeft een enkelhandige backhand. Zij was actief in het proftennis van 1998 tot 2009.

## Loopbaan

### Enkelspel
Stewart debuteerde in 1996 op het ITF-toernooi van Warrnambool (Australië). In 1998 stond zij voor het eerst in de finale, op het ITF-toernooi van Kugayama (Japan). Hoewel zij in het verdere verloop van haar enkelspelcarrière nog enkele keren een ITF-finale speelde, wist zij die nooit te winnen.
In 1997 nam Stewart voor het eerst deel aan een grandslamtoernooi, op de Australian Open – zij verloor in de eerste ronde van de Argentijnse Inés Gorrochategui. In 1998 en, met name, 1999 startte zij met kwalificatietoernooien op het WTA-circuit, in eerste instantie alleen in Australië, later ook daarbuiten. In 2000 bereikte zij voor het eerst de hoofdtabel van een WTA-toernooi, in Shanghai. Op de WTA-toernooien kwam zij nooit verder dan de tweede ronde.
Haar beste prestatie op de grandslamtoernooien is het bereiken van de derde ronde, op de Australian Open 2000 waar ze via een wildcard was toegelaten. Haar hoogste positie op de WTA-ranglijst is de 135e plaats, die zij bereikte in april 2002.
In februari 2006 stopte zij met enkelspeltoernooien.

### Dubbelspel
Bryanne Stewart behaalde in het dubbelspel betere resultaten dan in het enkelspel. Zij debuteerde in 1996 op het ITF-toernooi van Warrnambool (Australië). Haar eerste finale, die ze met landgenote Trudi Musgrave in 1997 speelde op het ITF-toernooi van Warwick (Australië), wist ze meteen in een titel om te zetten. In totaal won zij elf ITF-toernooien in het dubbelspel.
In 1998 nam Stewart voor het eerst deel aan een grandslamtoernooi, op de Australian Open, samen met landgenote Alicia Molik – zij kwamen echter niet voorbij de eerste ronde. In het WTA-circuit debuteerde zij in 1999, op het toernooi van Estoril samen met de Spaanse Conchita Martínez Granados – de eerste ronde was hun eindstation. Stewart stond in 2003 voor het eerst in een WTA-finale op het toernooi van Memphis, samen met Russin Alina Zjidkova – ze verloren de eindstrijd van het Japanse koppel Akiko Morigami / Saori Obata. In 2005 won zij voor het eerst een WTA-toernooi, in Sydney samen met landgenote Samantha Stosur – nadat de Australische dames hun eerste- en tweederondepartijen hadden gewonnen, kregen ze de titel gratis in de schoot geworpen: zowel hun beoogde tegenstandsters in de halve finale (Maria Kirilenko en Anastasija Jakimava, door knieblessure van Kirilenko) als die in de finale (Jelena Dementjeva en Ai Sugiyama, door zonnesteek van Dementjeva) gaven forfait. Drie maanden later wonnen Stewart en Stosur een daadwerkelijke WTA-finalepartij op het toernooi van Amelia Island. In totaal bracht Stewart drie WTA-titels op haar naam, de laatste in 2007 op het toernooi van Memphis samen met landgenote Nicole Pratt.
Haar beste prestatie op de grandslamtoernooien is het bereiken van de halve finale, op Wimbledon 2005, samen met landgenote Samantha Stosur. Haar hoogste positie op de WTA-ranglijst is de zestiende plaats, die zij bereikte in juli 2005.
Na de Australian Open 2009 beëindigde Bryanne Stewart haar professionele tennisloopbaan, om in het huwelijk te treden met landgenoot Jaymon Crabb met wie ze in 2003 gemengd dubbelspel deed op de Australian Open en Wimbledon.

## Posities op deWTA-ranglijst
Positie per einde seizoen:
| ENKELSPEL |      |  |         |      |  |         |      |
| jaartal   | rank |  | jaartal | rank |  | jaartal | rank |
| 2005      | 908  |  | 2001    | 187  |  | 1998    | 307  |
| 2004      | 485  |  | 2000    | 168  |  | 1997    | 430  |
| 2003      | 367  |  | 1999    | 284  |  | 1996    | 500  |
| 2002      | 174  |  |         |      |  |         |      |

| DUBBELSPEL |      |  |         |      |  |         |      |
| jaartal    | rank |  | jaartal | rank |  | jaartal | rank |
| 2008       | 261  |  | 2003    | 110  |  | 1999    | 147  |
| 2007       | 59   |  | 2002    | 133  |  | 1998    | 167  |
| 2006       | 75   |  | 2001    | 155  |  | 1997    | 517  |
| 2005       | 24   |  | 2000    | 118  |  | 1996    | 899  |
| 2004       | 54   |  |         |      |  |         |      |

## Palmares
| Legenda                | Legenda                  |
| ---------------------- | ------------------------ |
| Grandslamtoernooi      |                          |
| Olympische Spelen      |                          |
| Year-End Championships |                          |
| tot 2009               | 2009 – 2020 / vanaf 2021 |
| Tier I                 | Premier Mandatory        |
| Tier II                | Premier Five / WTA 1000  |
| Tier III               | Premier / WTA 500        |
| Tier IV & V            | International / WTA 250  |
|                        | Challenger / WTA 125     |

### WTA-finaleplaatsen damesdubbelspel
| nr.              | finaledatum | toernooi          | ondergrond    | partner         | tegenstandsters                  | score          |         |
| ---------------- | ----------- | ----------------- | ------------- | --------------- | -------------------------------- | -------------- | ------- |
| Gewonnen finales |             |                   |               |                 |                                  |                |         |
| 1.               | 2005-01-15  | WTA Sydney        | hardcourt     | Samantha Stosur | Jelena Dementjeva Ai Sugiyama    | walk-over      | details |
| 2.               | 2005-04-10  | WTA Amelia Island | gravel        | Samantha Stosur | Květa Peschke Patty Schnyder     | 6-4 6-2        | details |
| 3.               | 2007-02-24  | WTA Memphis       | hardcourt (i) | Nicole Pratt    | Jarmila Gajdošová Akiko Morigami | 7-5 4-6 [10-5] | details |
| Verloren finales |             |                   |               |                 |                                  |                |         |
| 1.               | 2003-02-22  | WTA Memphis       | hardcourt (i) | Alina Zjidkova  | Akiko Morigami Saori Obata       | 1-6, 1-6       | details |

## Prestatietabel grandslamtoernooien
| Legenda | Legenda                          |
| ------- | -------------------------------- |
| g.t.    | geen toernooi gehouden           |
| l.c.    | lagere categorie                 |
| –       | niet deelgenomen                 |
| G       | uitgeschakeld in de groepsfase   |
| 1R      | uitgeschakeld in de eerste ronde |
| 2R      | uitgeschakeld in de tweede ronde |
| 3R      | uitgeschakeld in de derde ronde  |
| 4R      | uitgeschakeld in de vierde ronde |
| KF      | uitgeschakeld in de kwartfinale  |
| HF      | uitgeschakeld in de halve finale |
| F       | de finale verloren               |
| W       | het toernooi gewonnen            |
| w-v     | winst/verlies-balans             |

### Enkelspel
| Toernooi        | 1997 |    | 2000 | 2001 | 2002 | w-v |
| --------------- | ---- | -- | ---- | ---- | ---- | --- |
| Australian Open | 1R   | 3R | 1R   | 2R   | 3-4  |     |
| Roland Garros   | –    | –  | –    | –    | 0-0  |     |
| Wimbledon       | –    | –  | –    | –    | 0-0  |     |
| US Open         | –    | –  | –    | –    | 0-0  |     |

### Vrouwendubbelspel
| Toernooi        | 1998 | 1999 | 2000 | 2001 | 2002 | 2003 | 2004 | 2005 | 2006 | 2007 | 2008 | 2009 | w-v  |
| --------------- | ---- | ---- | ---- | ---- | ---- | ---- | ---- | ---- | ---- | ---- | ---- | ---- | ---- |
| Australian Open | 1R   | 2R   | 3R   | 1R   | 1R   | 1R   | 2R   | 2R   | 1R   | 2R   | 1R   | 1R   | 6-12 |
| Roland Garros   | –    | 1R   | 1R   | –    | –    | –    | 3R   | 3R   | 1R   | 1R   | –    | –    | 4-6  |
| Wimbledon       | –    | 1R   | 1R   | –    | 2R   | 1R   | 2R   | HF   | 2R   | 2R   | –    | –    | 8-8  |
| US Open         | –    | –    | 1R   | 1R   | –    | 2R   | 3R   | 1R   | 1R   | 2R   | –    | –    | 4-7  |

### Gemengd dubbelspel
| Australian Open | –  | 1R | 1R | –  | 2R | KF | 3-4 |
| Roland Garros   | –  | –  | –  | 1R | KF | –  | 1-2 |
| Wimbledon       | 1R | –  | 1R | 2R | 1R | 1R | 1-5 |
| US Open         | –  | –  | –  | 1R | –  | –  | 0-1 |